# Lochan Thulachan
Lochan Thulachan är en sjö i Storbritannien.   Den ligger i kommunen Highland och riksdelen Skottland, i den norra delen av landet, 800 km norr om huvudstaden London. Lochan Thulachan ligger 152 meter över havet.Trakten runt Lochan Thulachan består i huvudsak av gräsmarker.